# Alianza para el Progreso

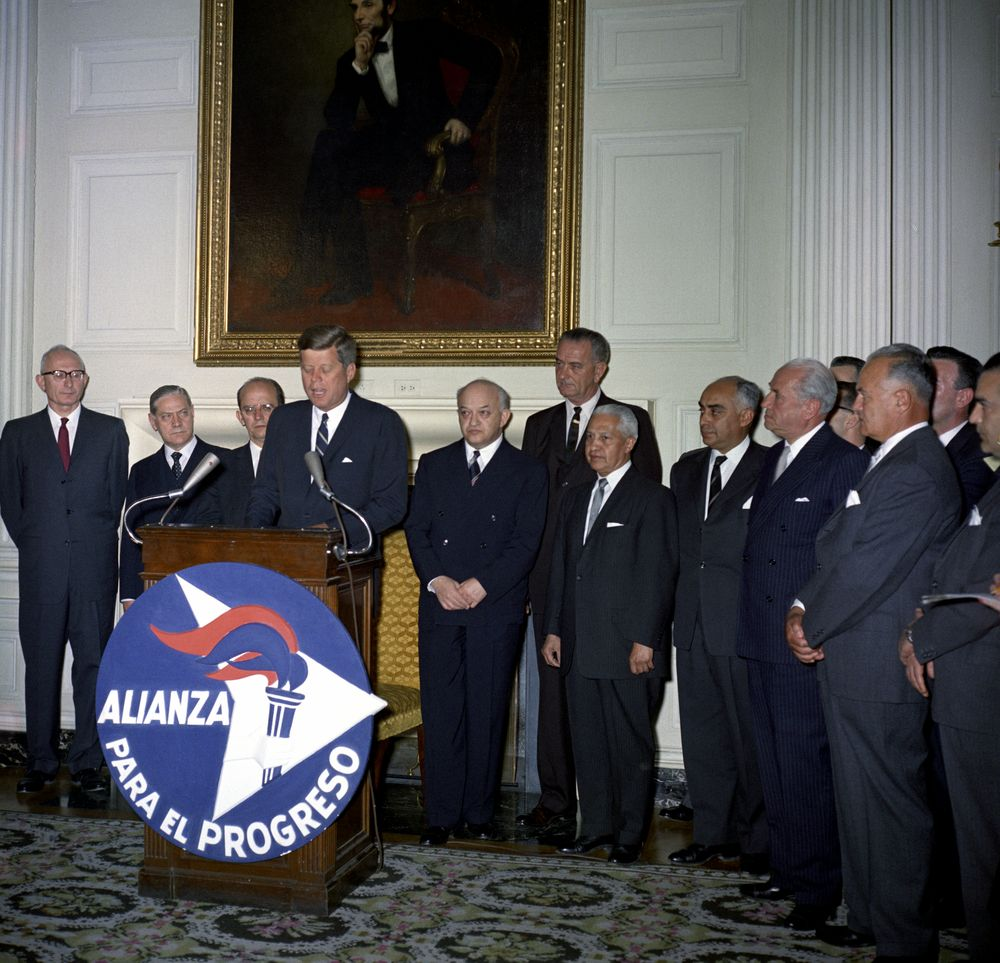
El presidente John F. Kennedy habla en una recepción en honor del Comité de la "Alianza para el Progreso" su primer aniversario (1962)

La Alianza para el Progreso (inglés: Alliance for Progress) fue un programa de ayuda económica, política y social de Estados Unidos para América Latina efectuado entre 1961 y 1970.
Su origen está en la propuesta oficial del presidente John F. Kennedy, en su discurso del 13 de marzo de 1961 ante una recepción en la Casa Blanca para los embajadores latinoamericanos. El discurso fue transmitido por la Voz de América en inglés y traducido al español.
La Alianza para el Progreso duraría 10 años. Se proyectó una inversión de 20.000 millones de dólares. Sus fuentes serían de los EE. UU. por medio de sus agencias de ayuda, las agencias financieras multilaterales (BID y otros) y el sector privado canalizados a través de la Fundación Panamericana de Desarrollo.

## Historia
Detalles posteriores fueron elaborados y debatidos en la reunión del Consejo Interamericano Económico y Social (CIES), llamada Conferencia de Punta del Este, del 5 al 17 de agosto de 1961 en Punta del Este (Uruguay). En dicha reunión, había delegados de todos los países miembros de la Organización de Estados Americanos (OEA).

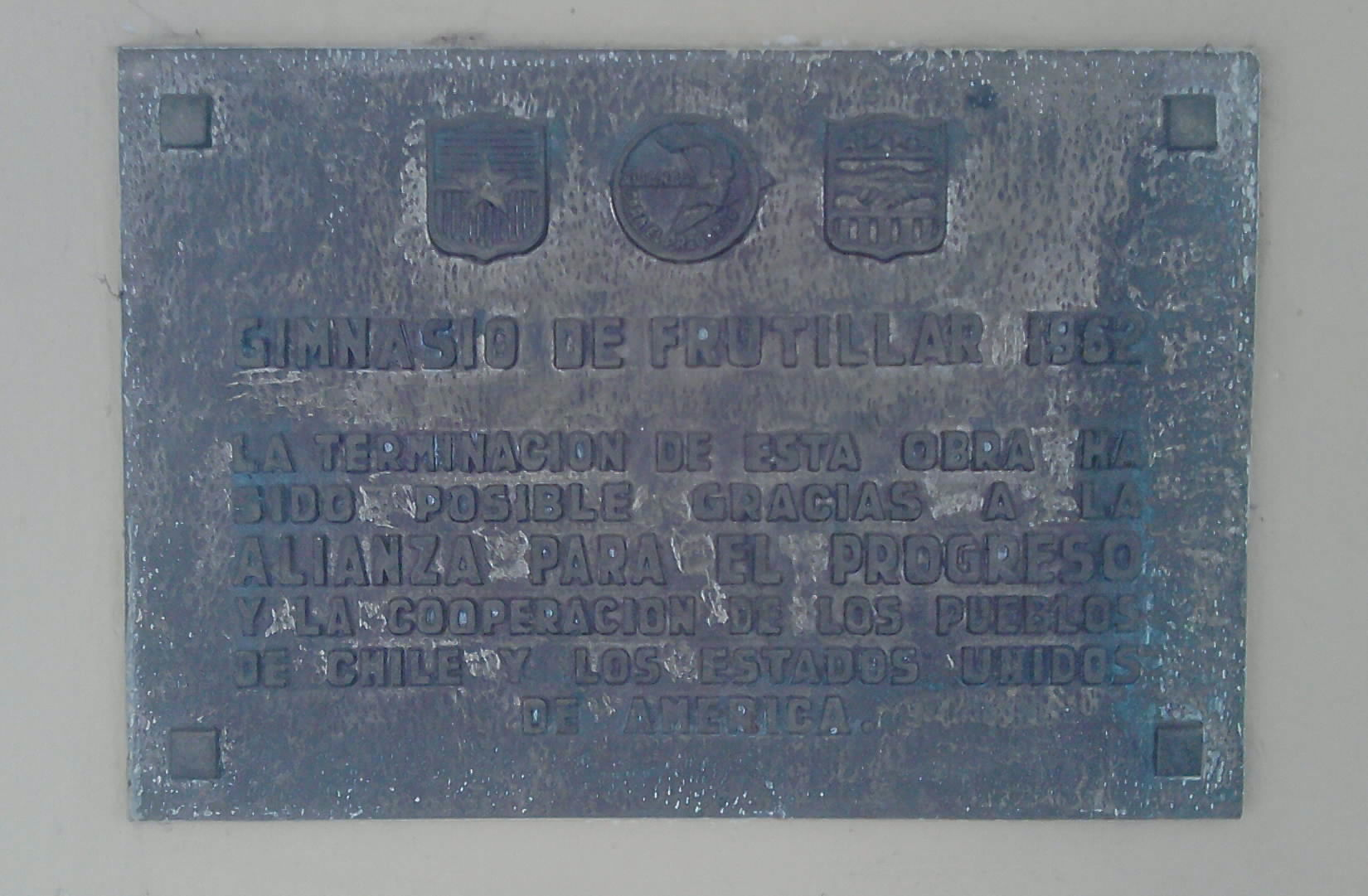
Placa conmemorativa de construcción de gimnasio, en Frutillar, Chile aportado por la "Alianza para el Progreso" para ayudar a los damnificados por el terremoto de Chile en 1960.

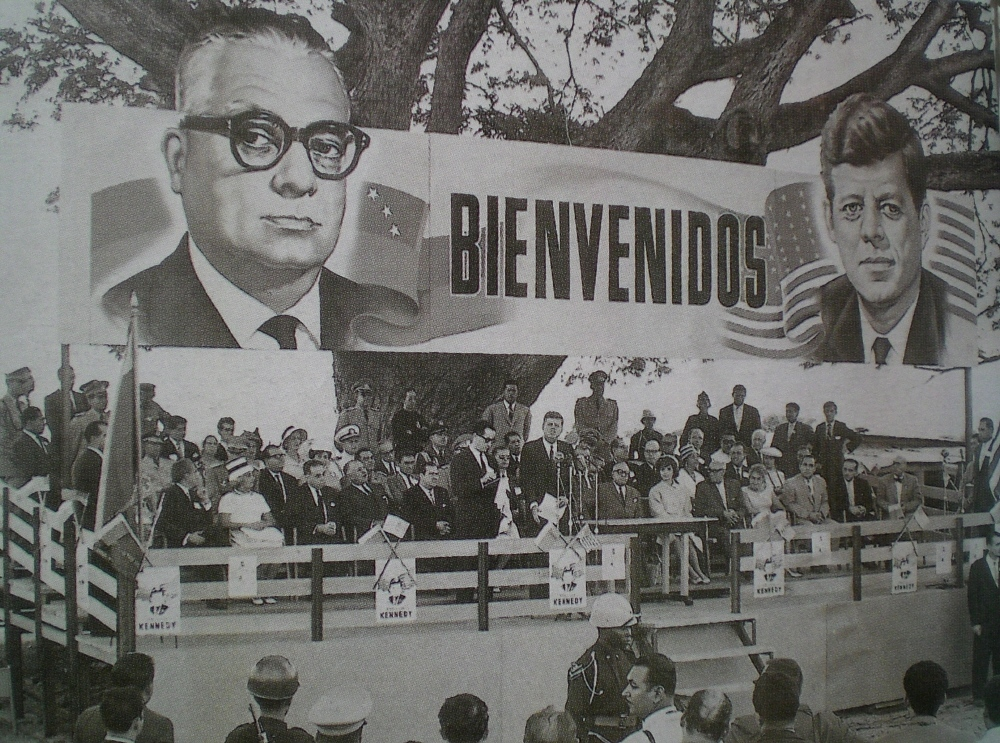
Kennedy en entrega de títulos de tierra; con ayuda de la Alianza para el Progreso, en el pueblo rural de La Morita, Venezuela.

Para la cita, se aprobó la creación de la Alianza para el Progreso (ALPRO), cuyo texto oficial establece como objetivo general: "Mejorar la vida de todos los habitantes del continente". Además, tenía los siguientes objetivos específicos:
- Un incremento anual de 2.5 % en el ingreso del capital
- El establecimiento de gobiernos democráticos
- Eliminación del analfabetismo de adultos para 1970
- La estabilidad de precios, eliminación de la inflación o deflación
- Más equitativa distribución del ingreso
- Reforma Agraria
- Planificación económica y social.[1][2]

Se proclamaron medidas de carácter social (educación, sanidad y vivienda), político (defendiendo la formación de sistemas democráticos, según el principio de autodeterminación de los pueblos) y económico (limitación de la inflación, mejora de la balanza de pagos, siempre bajo la iniciativa privada). Para garantizar estos objetivos, Estados Unidos se comprometía a cooperar en aspectos técnicos y financieros. Cuba se opuso a firmar la carta de acuerdo final.
La negativa de Cuba no era de extrañar, ya que la Alianza para el Progreso se creó como una forma de contrarrestar la influencia de su revolución y apoyar medidas más reformistas. Tal era el modelo que EE. UU. veía en presidentes como Víctor Paz Estenssoro (Bolivia 1960-1964), Rómulo Betancourt (Venezuela 1959-1964), Ramón Villeda Morales (Honduras 1957-1963) Jânio Quadros (Brasil 1961), Arturo Frondizi (Argentina 1958-1962), Francisco José Orlich Bolmarcich (Costa Rica 1962-1966), Fernando Belaúnde Terry (Perú 1963-1968), Eduardo Frei Montalva (Chile 1964-1970), Alberto Lleras Camargo (Colombia 1958-1962) y Guillermo León Valencia Muñoz (Colombia 1962-1966). 
Las principales medidas eran las siguientes: la reforma agraria en función de mejorar la productividad agrícola, libre comercio entre los países latinoamericanos, modernización de la infraestructura de comunicaciones, reforma de los sistemas de impuestos, acceso a la vivienda, mejora de las condiciones sanitarias a fin de elevar la expectativa de vida, mejora en el acceso a la educación incluyendo la erradicación del analfabetismo, precios estables dentro del control de la inflación y cooperación monetaria.
Inicialmente dentro de la OEA, el CIES era el encargado de coordinar la ayuda financiera, revisión de los planes y proyectos de la Alianza remitidos por los países. Sin embargo, la creciente complejidad hizo ingobernable los propósitos de la Carta de Punta del Este. En la reunión de Cancilleres de Río de Janeiro (noviembre de 1963), y tomando como base los informes de Kubitschek y Lleras Camargo, se crea el Comité Interamericano de la Alianza para el Progreso (CIAP 1963-1970) como el organismo rector del programa de ayuda, dependiendo del Comité Ejecutivo del CIES. 
La opinión pública recibió con entusiasmo la declaración de la Alianza para el Progreso, pero el programa fracasó debido a que, tras el asesinato de Kennedy, sus sucesores limitaron la ayuda financiera estadounidense en América Latina, prefiriendo acuerdos bilaterales en los que primaba la cooperación militar.

## América Crece
El 11 de diciembre de 2019, la administración de Donald Trump presentó la iniciativa América Crece, o America Grows, consistente en facilitar el acceso a mercado, capital y transferencia de conocimiento entre los sectores privados de Estados Unidos y de los distintos países de América Latina. Los pilares o condiciones para ser parte de esta iniciativa incluyen, entre otros, el respeto a la seguridad jurídica, la participación en tratados bilaterales de inversión y la igualdad de trato entre empresas, sin preferencia hacia empresas públicas de otros países.
América Crece es una iniciativa que incluye a todo el gobierno federal, para:
- Levantar inversión privada dirigida a proyectos de infraestructura en América Latina y el Caribe.
- Expandir la cooperación bilateral entre Estados Unidos y países de la región para: reducir excesos e inequidades en: regulación, aspectos legales, contratación pública y barreras de mercado para la inversión.
- Facilitar la creación de trabajos y acelerar el crecimiento económico mediante promover al sector privado como principal motor de crecimiento para desarrollar infraestructura crítica de todo tipo: energía, aeropuertos, puertos, carreteras, telecomunicaciones y redes digitales, entre otras.[4]

América Crece se inspira en los objetivos de la Alianza para el Progreso y busca similares objetivos: el desarrollo de los pueblos latinoamericanos con impulso de principios occidentales como el libre mercado. Ecuador se adhirió a América Crece en la visita de Lenín Moreno a la Casa Blanca el 7 de febrero de 2020.